# Yevgeni Zverev
Yevgeni Vladimirovich Zverev (tiếng Nga: Евгений Владимирович Зверев; sinh ngày 12 tháng 3 năm 1992) là một cầu thủ bóng đá người Nga. Anh thi đấu cho FC Murom.

## Sự nghiệp câu lạc bộ
Anh có màn ra mắt tại Russian Second Division cho FC Irtysh Omsk vào ngày 18 tháng 7 năm 2012 trong trận đấu với FC Yakutiya Yakutsk.